# Sertizare (îmbinare)

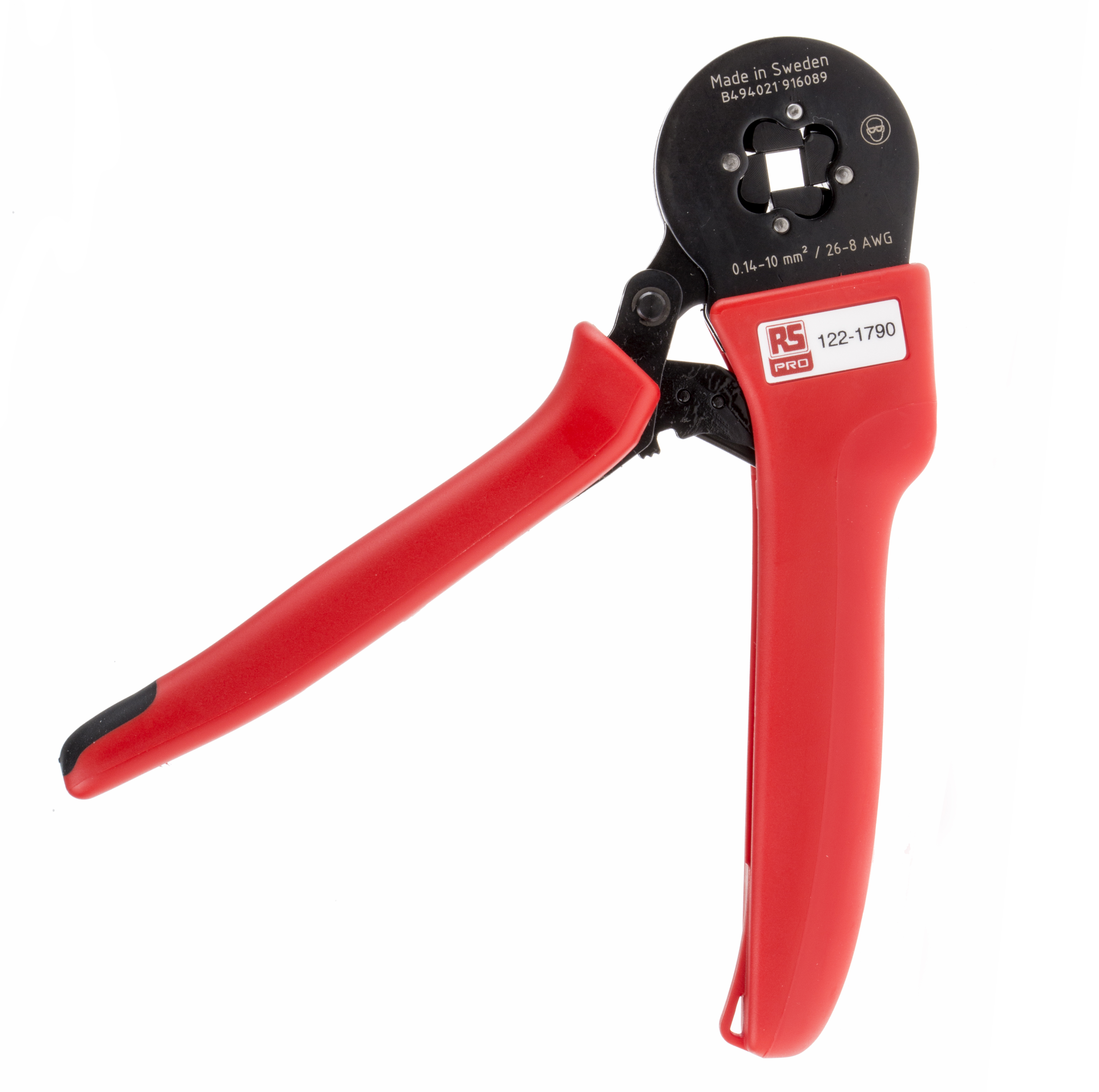
Instrument pentru sertizare a cablurilor cu dimeniuni de la 0.14 la 10.00 mm, cu conectori izolați și neizolați.

Sertizarea este acțiunea de unire a două sau mai multor bucăți de metal sau a unui material ductil prin deformarea forțată a acestora.

## Întrebuințări

### Conectori de telecomunicații
Cablurile de telecomunicații sunt unite prin intermediul unor conectori speciali. Cablul dezizolat este introdus prin deschiderea conectorul iar cu ajutorul cleștelui de sertizare se forțează intrarea acestuia pentru a nu mai ieși. În funcție de tipul de conector utilizat, acesta poate fi atașat la o placă de metal, fixat de un șurub sau nit sau pur și simplu cu o mufă filetată.

### Prelucrarea metalelor

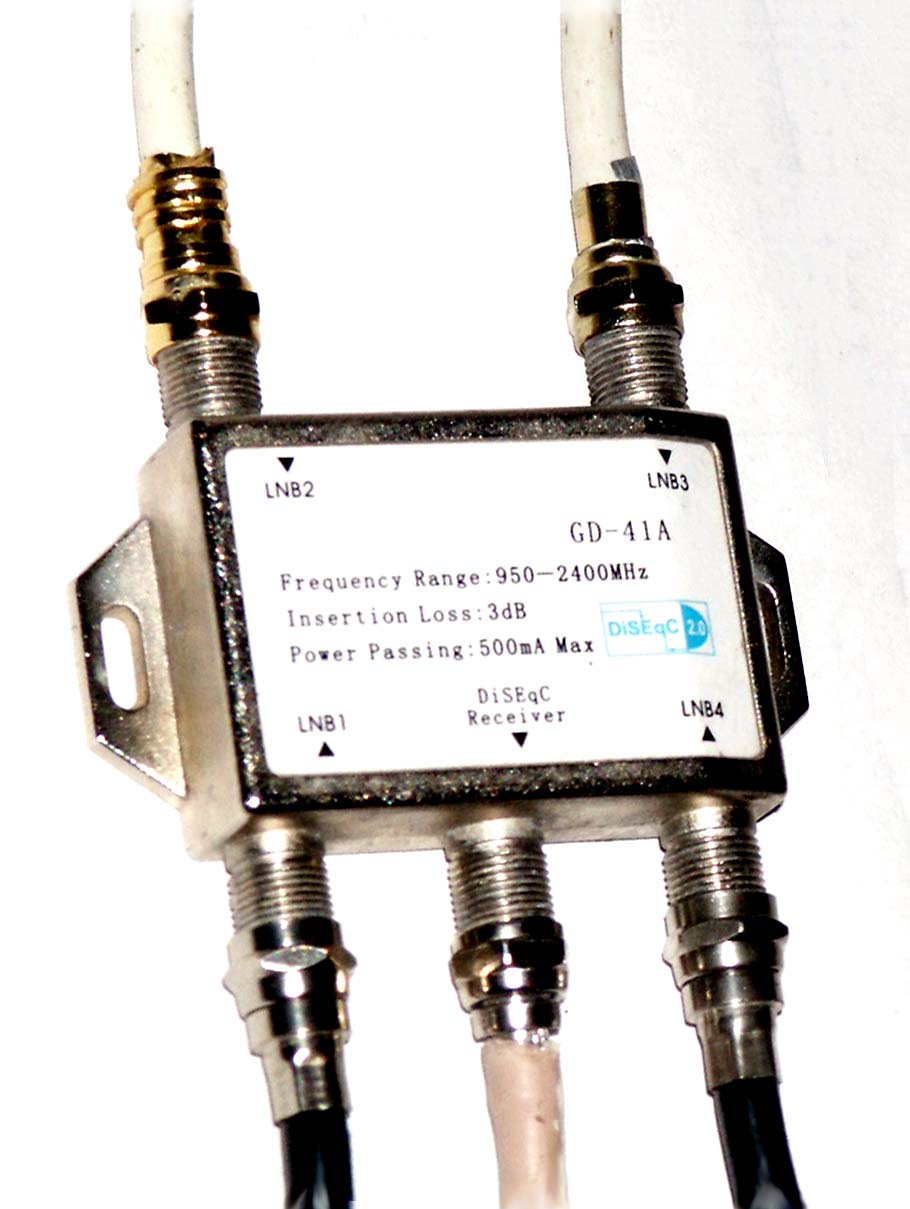
Conectori tip F sertizați pe mai multe cabluri coaxiale. Cablului din partea de mijloc-jos îi lipsește colierul de sertizare.

Sertizarea este o operațiune intens folosită în prelucrarea metalelor. Sertizarea se poate face în procesul de prelucare a muniției, cum ar fi fixarea gloanțelor în cartușe; realizarea conexiunilor liniilor electrice, fixarea capacelor metalice de conserve alimentare și în multe alte aplicații. Deoarece această operațiune poate fi realizată la rece, de asemenea poate fi folosită pentru a a crea o legătură puternică între piesa prelucrată și o componentă non-metalică. 
La îmbinarea segmentelor tubulare de țeavă de metal, cum ar fi coșurile de fum pentru sobe, burlane pentru jgheaburi, sau pentru instalarea de conducte de ventilație, un capăt al tubului este tratat cu o soluție lubrifiantă pentru a minimiza procesul de frecare în acțiunea de sertizare. Dezavantajul îmbinării este acela că nu poate rezista la înalta presiune a unor fluide, în schimb rezistă la trecerea unor fluide de joasă presiune. Sertizarea se folosește și pentru a preveni acumularea de murdărie între rosturile unor două materiale metalice sau non-metalice.
În fabricarea de bijuterii, mărgele sau conducte este folosită sârmă subțire pentru a face rosturile mai sigure. Folia de plumb (sau de alt metal moale) este folosită drept sigiliul pentru a securiza elemente sensibile ale unei aeronave sau pentru a oferi dovezi vizuale a unei posibile manipulări ale unor obiecte.

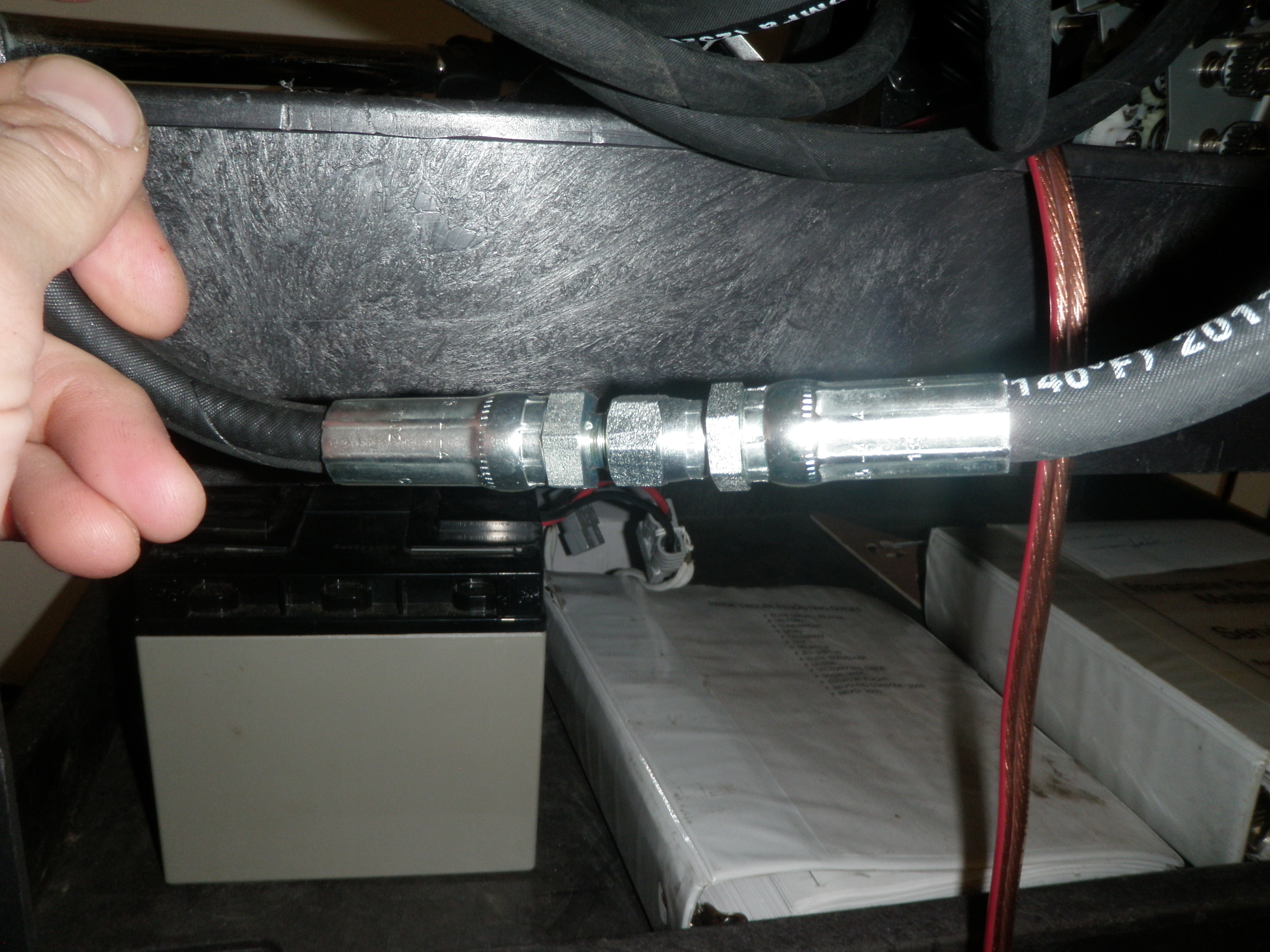
Conectori sertizați pe un furtun hidraulic.